# Церковь Святой Троицы (Шиловичи)
Церковь Пресвятой Троицы (бел. Касцёл Найсвяцейшай Тройцы) — католический храм в агрогородке Шиловичи, Гродненская область, Белоруссия. Относится к Волковысскому деканату Гродненского диоцеза. Памятник архитектуры в стиле неоготики, построен в 1907—1914 годах. Включён в Государственный список историко-культурных ценностей Республики Беларусь.

## История

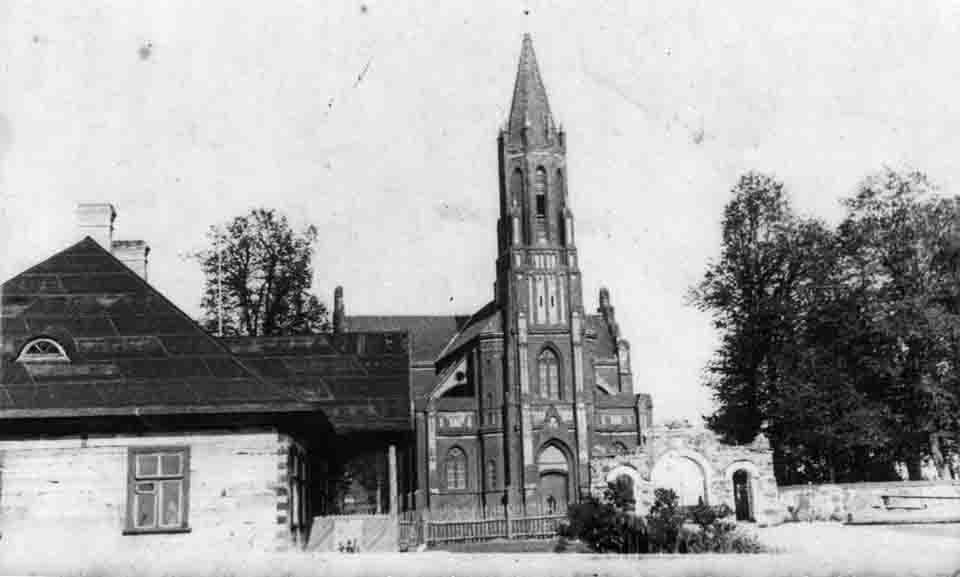
Храм на фото начала XX века

Впервые Шиловичи упоминаются в XVI веке. Католический приход здесь основан в 1511 году.
В 1600 году владелец имения Кшиштоф Вольский выстроил здесь деревянный костёл. В 1642 году Кшиштоф Веселовский и его жена Александра передали местечко в собственность Гродненского монастыря бригиток.
В 1907—1914 году в местечке возведён кирпичный неоготический католический храм Святой Троицы.
В 1959 году храм был закрыт, здание переоборудовано под склад. В 1989 году возвращено Церкви. После реставрации храм повторно освящён 2 июля 1993 года.

## Архитектура
Храм Святой Троицы — памятник архитектуры в стиле неоготики. Высота башни 55 м, что делает Троицкий храм одним из самых высоких католических храмов Белоруссии.
Представляет собой однобашенный храм с трансептом, трёхгранной апсидой и двумя ризницами. На главном западном фасаде выделяется четырёхъярусная шатровая башня (три нижние яруса четвериковые, верхний — восьмериковый). Грани башни фланкированы контрфорсами, декорированы арочными и стрельчатыми нишами. Главный портал выделен вимпергом. Боковые фасады прорезаны спаренными стрельчатыми окнами, между которыми на нижнем ярусе расположены контрфорсы, на верхнем — поперечные арки (аркбутаны).
В интерьере нефы разделены стрельчатыми арочными проемами, которые опираются на профилированные столбы, перекрытие — крестовые своды с нервюрами. Как декоративный прием использовано контрастное цветовое решение: декоративные детали белого цвета (по фасадам и в интерьере) на фоне красных кирпичных стен и башни.